# Casatisma
Casatisma là một đô thị ở tỉnh Pavia trong vùng Lombardia của Ý, có cự ly khoảng 45 km về phía nam của Milan và khoảng 15 km về phía nam của Pavia. Tại thời điểm ngày 31 tháng 12 năm 2004, đô thị này có dân số 837 người và diện tích là 5,5 km².
Casatisma giáp các đô thị sau: Bressana Bottarone, Casteggio, Castelletto di Branduzzo, Corvino San Quirico, Robecco Pavese, Verretto.